# Béatrice de Portugal (1504-1538)
Pour les articles homonymes, voir Béatrice de Portugal.
Béatrice de Portugal (née à Lisbonne le 31 décembre 1504 et morte à Nice le 8 janvier 1538), infante de Portugal, troisième enfant du deuxième mariage du roi Manuel Ier de Portugal avec Marie d'Aragon, est duchesse de Savoie par son mariage avec Charles II de Savoie.

## Biographie
Sa sœur aînée Isabelle étant promise à l'empereur et roi Charles Quint, elle épouse le 29 septembre 1521 à Villefranche-sur-Mer, le duc Charles II.
Béatrice de Portugal est la fille du roi de Portugal Emmanuel Ier et de Marie de Castille.
Dès 1516 le duc Charles II de Savoie entame des pourparlers en vue de l'épouser, Béatrice de Portugal disposant d'une dot conséquente,. Le mariage est finalement conclu le 26 mars 1521 à Lisbonne.
Le couple a neuf enfants qui tous meurent jeunes excepté Emmanuel-Philibert de Savoie (1528-1580) qui devient à son tour duc de Savoie et prétend au trône portugais en 1580.
Béatrice de Portugal meurt en 1538. Son corps est inhumé dans la chapelle Saint-Barthélemy de l'ancienne cathédrale Sainte-Marie du château de Nice.

## Descendance
Elle épouse à Nice en 1521 le duc de Savoie, Charles II. Ils ont :
1. Adrien-Jean-Amédée (1522 † 1523)
2. Louis (1523 † 1536)
3. Emmanuel-Philibert (1528-1580), duc de Savoie et prince de Piémont
4. Catherine (1529 † 1536)
5. Marie (1530 † 1531)
6. Isabelle (1532 † 1533)
7. Emmanuel (1533 † jeune)
8. Emmanuel (1534 † jeune)
9. Jean-Marie (1537 † 1538)